# Þorgerðr Hölgabrúðr e Irpa
Þorgerðr Hölgabrúðr e Irpa, na mitologia nórdica, são deusas Aesir. Þorgerðr e Irpa aparecem em simultâneo na Saga do Viquingue de Jomsburgo, na Saga Njáls e Þorleifs þáttr jarlsskálds. Não existe outras referências conhecidas para além destas que historiem Irpa, já Þorgerðr aparece também na segunda parte do livro Edda de Snorri - Skáldskaparmál -, na Saga dos Færeyinga e na Saga Harðar ok Hólmverja, sendo inclusive mencionada em Ketils saga hœngs. Þorgerðr está particularmente associada a Haakon Sigurdsson (m. 995) e, na Saga do Viquingue de Jomsburgo e Þorleifs þáttr jarlsskálds, ela e Irpa são descritas como irmãs. As funções das deusas relatadas nessas fontes, assim como a implicância dos seus nomes, são motivo de várias discussões no meio académico e teorias diversas.